# رئا د دوئرو
رئا د دوئرو (به اسپانیایی: Roa de Duero) یک شهرستان در اسپانیا است که در Ribera del Duero واقع شده‌است.